# پشیمانی خریدار
پشیمانی خریدار احساس پشیمانی است که بعد از خرید رخ می‌دهد. این احساس اغلب به یک خرید بزرگ مثل ماشین یا خانه همبسته است. این احساس می‌تواند ناشی از «آرزوی اشتباه نکردن» (مثل: ای کاش هیچ‌وقت اشتباه نمی‌کردم) یا یک حس گناه از عدم رعایت تعادل یا مظنون بودن به خر شدن توسط یک فروشنده، باشد.